# 相原三郎
相原 三郎（あいはら さぶろう、1926年6月18日 - 2019年5月1日）は、日本の大蔵官僚。横浜銀行副頭取などを務めた。

## 来歴
神奈川県出身。1948年9月 東京大学法学部政治学科を卒業し、大蔵省入省（理財局）。1952年12月 米沢税務署長。
1964年3月 関東財務局理財部次長。1965年10月 理財局国庫課長。1968年6月 主計局給与課長。1969年8月 主計局主計官（厚生・労働担当）。1971年6月28日 大阪税関長。1972年6月27日 国税庁徴収部長。1973年7月25日 大臣官房審議官（大臣官房担当）。同年9月18日 退官。
同年10月に横浜銀行入行。同年11月に同行常務。1979年12月に同行専務。1985年6月 同行代表取締役副頭取。

## 略歴
- 1948年9月：大蔵省入省（理財局）[2]。
- 1951年4月：経済安定本部外資委員会事務局総務課[2]。
- 1952年8月1日：為替局外資課[2]。
- 1952年12月：米沢税務署長[2]。
- 1954年7月：銀行局検査部金融検査官。
- 1954年8月：銀行局検査部金融検査官 兼 銀行局検査部審査課長補佐。
- 1956年8月：銀行局保険課長補佐。
- 1959年9月：国際連合研修員（アメリカ及び欧州諸国出張）（〜1960年6月）[2]。
- 1960年4月：銀行局保険第二課長補佐。
- 1961年7月：理財局資金課長補佐。
- 1964年3月：関東財務局理財部次長。
- 1965年10月：理財局国庫課長。
- 1968年6月：主計局給与課長。
- 1969年8月：主計局主計官（厚生・労働担当）。
- 1971年6月28日：大阪税関長。
- 1972年6月27日：国税庁徴収部長。
- 1973年7月25日：大臣官房審議官（大臣官房担当）。
- 1973年9月18日：退官。

## 人物・エピソード
- 常に笑顔を湛え、当たりは良いが、査定はなかなか厳しい[4]。
- 理財局の生え抜きで、2年半以上、理財局資金課長補佐を務めていた。日本輸出入銀行や日本開発銀行を担当し、財政投融資の査定に当たった[4]。
- 行政改革が問題になる度に理財局資金課を主計局に移管する話が出るが、「それで上手くいくなら良いだろう」などといっていた[4]。